# Nahr Achqout
 (mars 2012).
Si vous disposez d'ouvrages ou d'articles de référence ou si vous connaissez des sites web de qualité traitant du thème abordé ici, merci de compléter l'article en donnant les références utiles à sa vérifiabilité et en les liant à la section « Notes et références ».
Nahr Aachqout ou le fleuve d'Aachqout est un fleuve libanais issu de ruisseaux saisonniers qui se jette dans la mer Méditerranée au niveau de Sarba (Jounieh). Il n'est pas navigable et il s'assèche totalement en été.